# Impremta Cormellas
La impremta Cormellas és un edifici situat al carrer del Call, 14 de Barcelona, catalogat com a bé cultural d'interès local.

## Història
El 1589, Sebastià de Cormellas, fadrí de l'impressor Humbert Gotard, es casà amb la seva vídua i el 1591 adquirí la impremta en propietat per 25.000 lliures barcelonines. El negoci fou continuat pel seu fill Francesc Sebastià de Cormellas fins al 1664, quan l'heretà el seu net Francesc de Cormellas i Ginebreda. El 1700, la impremta fou adquirida per Joan Pau Martí. Alguns autors situen en aquest edifici el taller d'impremta que Cervantes visità l'estiu del 1610 i descriu en el capítol LXII de la segona part d'El Quixot.
L'any 1966, amb motiu del cinquè Congrés Nacional d'Arts Gràfiques, l'Ajuntament de Barcelona va restaurar la façana, fet que es recull en un plafó rectangular fet amb 24 peces de rajola ceràmica policromada, on apareix un Sagrat Cor amb sis mosses, marca d'impressor dels Cormellas.

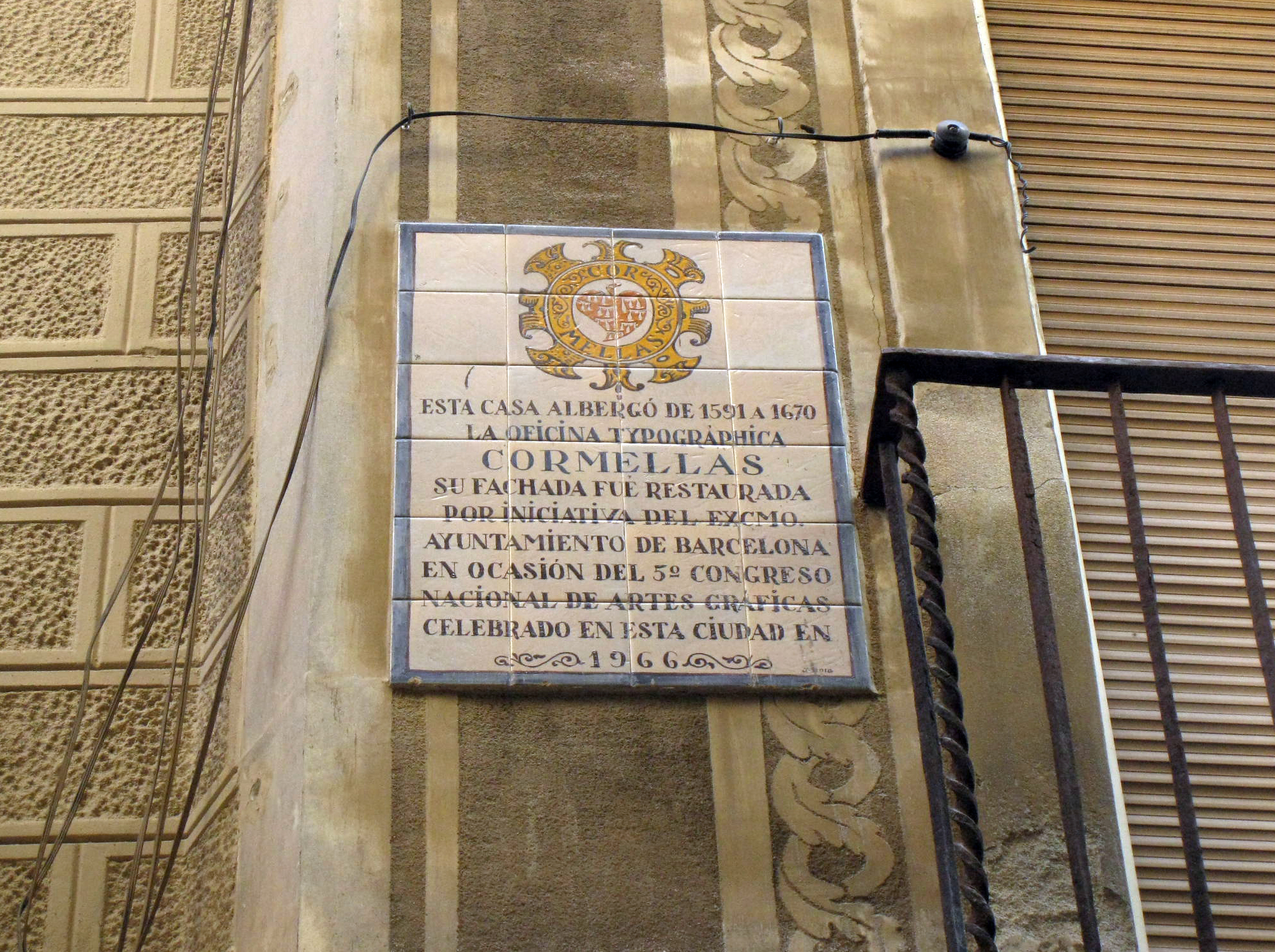
Plafó commemoratiu

## Descripció
Es tracta d'un edifici de planta irregular amb pati al darrere, i consta de planta baixa i tres pisos coronats amb una cornisa motllurada. El número 12 correspon també a la mateixa finca, encara que no té protecció urbanística.
Pel que fa a la façana, a excepció del nivell de planta baixa la resta de pisos es troben revestits amb morter i ornats amb esgrafiats bicolors. La planta baixa està totalment ocupada per l'aparador d'un establiment comercial. Les obertures dels altres tres pisos presenten una obertura a cada planta, presentant dimensions decreixents pis rere pis. A la primera planta hi ha un balcó amb voladís tancat per una barana de ferro forjat amb barrots simples i helicoidals. A la segona planta el balcó no sobresurt de la façana i està tancat amb barrots helicoidals mentre que a l'última planta hi ha una finestra. Les tres obertures resten emmarcades per l'esgrafiat a manera d'orla decorativa.
A banda d'aquests elements d'emmarcament de les obertures, la resta dels esgrafiats són l'element més rellevant de la façana, amb imatges figurades que representen temes de llibres i llibreries i, en concret, commemoren l'edició de La Metamorfosi d'Ovidi.